# سد برولی
سد برولی (به لاتین: Beervlei Dam) یک سد و دره در آفریقای جنوبی است که در آفریقای جنوبی واقع شده‌است.